# Милани, Альбино
Альбино Милани (итал. Albino Milani; 11 декабря 1910, Гарбаньяте-Миланезе — 9 августа 2001, Милан) — итальянский мотогонщик, вице-чемпион мира по шоссейно-кольцевым гонкам в классе мотоциклов с колясками 1952 года, чемпион Италии 1951 года.

## Спортивная карьера
Альбино Милани дебютировал как мотогонщик в возрасте двадцати с небольшим лет, в основном участвуя в региональных гонках на выносливость. В 1936 году он выиграл титул в классе 350 см³ чемпионата Италии по мотогонкам. Впоследствии Милани стал выступать на мотоциклах с колясками в качестве заводского пилота компании Gilera.
Оба младших брата Альбино, Альфредо и Россано, также были мотогонщиками. Альфредо также выступал за команду Gilera и выиграл несколько Гран-При в период с 1951 по 1953 год; Россано выступал в качестве пассажира вместе с Альбино. Все трое совместно управляли миланской мастерской, специализирующейся на ремонте и реставрации мотоциклов.
Милани дебютировал в первом же Чемпионате мира по шоссейно-кольцевым мотогонкам в 1949 году. В 1951 году он стал вторым итальянским гонщиком после Эрколе Фриджерио, одержавшим победу в Гран-При в классе мотоциклов с колясками. Впоследствии Милани одержал ещё три победы в Гран-При, а в 1952 году добился наивысшего успеха в чемпионате, став вице-чемпионом мира с пассажиром Джузеппе Пиццокри.
Свою последнюю победу Милани одержал в возрасте 46 лет 265 дней и по сей день остаётся самым возрастным гонщиком, одержавшим победу в Гран-При Чемпионата мира по шоссейно-кольцевым мотогонкам (в гонках Чемпионата мира по мотогонкам с колясками впоследствии были и более возрастные победители, но после того, как он отделился от Чемпионата мира по шоссейно-кольцевым мотогонкам).
После трагической гибели Альфонсо де Портаго на гонке Mille Miglia 1957 года многие итальянские пилоты приняли решение завершить карьеру, в их числе был и Альбино Милани. Последующие десятилетия он посвятил своей мотоциклетной мастерской. 

## Результаты выступлений в Чемпионате мира по шоссейно-кольцевым гонкам на мотоциклах с колясками
| Легенда к таблице |                                                 |
| --- | ----------------------------------------------- |
| В таблице перечислены результаты всех этапов чемпионата мира, в которых принимал участие гонщик либо пассажир. Строками таблицы являются сезоны, столбцами все гонки этапов чемпионата мира, напарник и мотоцикл. В клетках указаны сокращённое название этапа и результат, клетка дополнительно обозначена цветом. Расшифровка обозначений и цветов представлена в нижеследующей таблице. |                                                 |
| \| Пример \| Описание \| \| ------------ \| ----------------------------------------------- \| \| 1 \| Победитель \| \| 2 \| Второе место \| \| 3 \| Третье место \| \| \| Финишировал в очковой зоне \| \| \| Финишировал вне очковой зоны \| \| НКЛ \| Не классифицирован \| \| Сход \| Не финишировал \| \| НКВ \| Не прошёл квалификацию \| \| НПКВ \| Не прошёл предварительную квалификацию \| \| ДСК \| Дисквалифицирован \| \| ИСК \| Исключён из протокола соревнований \| \| НС \| Не стартовал в гонке \| \| Т \| Травмирован или болен \| \| ОТК \| Отказ от участия \| \| НТР \| Прибыл на соревнования, но на трассу не выезжал \| \| НПР \| Не прибыл к началу соревнований \| \| НД \| Недопущен до старта \| \| О \| Гонка отменена \| \| НУ \| Не участвовал \| \| Поул-позиция \| \| \| Быстрый круг \| \| |                                                 |
| Пример | Описание                                        |
| 1 | Победитель                                      |
| 2 | Второе место                                    |
| 3 | Третье место                                    |
| | Финишировал в очковой зоне                      |
| | Финишировал вне очковой зоны                    |
| НКЛ | Не классифицирован                              |
| Сход | Не финишировал                                  |
| НКВ | Не прошёл квалификацию                          |
| НПКВ | Не прошёл предварительную квалификацию          |
| ДСК | Дисквалифицирован                               |
| ИСК | Исключён из протокола соревнований              |
| НС | Не стартовал в гонке                            |
| Т | Травмирован или болен                           |
| ОТК | Отказ от участия                                |
| НТР | Прибыл на соревнования, но на трассу не выезжал |
| НПР | Не прибыл к началу соревнований                 |
| НД | Недопущен до старта                             |
| О | Гонка отменена                                  |
| НУ | Не участвовал                                   |
| Поул-позиция |                                                 |
| Быстрый круг |                                                 |

| Год  | Пассажир          | Мотоцикл | 1     | 2     | 3     | 4     | 5        | 6        | Место | Очки |
| ---- | ----------------- | -------- | ----- | ----- | ----- | ----- | -------- | -------- | ----- | ---- |
| 1949 | Эцио Рикотти      | Gilera   | SUI 5 | BEL   | NAT 3 |       |          |          | 5     | 12   |
| 1951 | Джузеппе Пиццокри | Gilera   | ESP 3 | SUI 2 | BEL 6 | FRA   | NAT 1    |          | 3     | 19   |
| 1952 | Джузеппе Пиццокри | Gilera   | SUI 1 | BEL 2 | GER   | NAT 3 | ESP Сход |          | 2     | 18   |
| 1954 | Джузеппе Пиццокри | Gilera   | MAN   | ULS   | BEL   | GER   | SUI      | NAT 7    | -     | 0    |
| 1955 | ?                 | Gilera   | ESP   | MAN   | GER   | BEL   | NED      | NAT Сход | -     | 0    |
| 1956 | Россано Милани    | Gilera   | MAN   | NED   | BEL   | GER   | ULS      | NAT 1    | 6     | 8    |
| 1957 | Россано Милани    | Gilera   | GER   | MAN   | NED   | BEL   | NAT 1    |          | 5     | 8    |